# Orquestra Philharmonia
A Orquestra Philharmonia (em inglês, Philharmonia Orchestra) é uma orquestra britânica fundada em 1945 por Walter Legge, um produtor de música clássica ligado à EMI. 
Em 10 de março de  1964, Legge anunciou que a orquestra seria desfeita. Durante uma seção de gravação com o maestro Otto  Klemperer,  foi marcado um encontro no qual os participantes decidiram, por unanimidade,  não permitir o desmonte da orquestra. Klemperer apoiou imediatamente a decisão e, em 17 de março de 1964, os membros da orquestra elegeram seu próprio corpo diretivo e  adotaram o nome de  New Philharmonia Orchestra. O concerto inaugural da New Philharmonia às suas próprias expensas, aconteceu em 27 de outubro de 1964. No programa, a Sinfonia nº 9 de  Beethoven, regida por Klemperer, que era agora o presidente honorário da  orquestra. De 1966 a 1972 o diretor da orquestra foi o primeiro flautista, Gareth Morris.
A orquestra realizou mais apresentações desde o início da sua  autogestão  do que em todo o período em que foi administrada por Legge. Em 1977,  readquiriu os direitos ao nome "Philharmonia Orchestra", pelo qual voltou a ser conhecida.
Com sede em Londres, Inglaterra, desde 1995 a orquestra tem sua sede  no Royal Festival Hall. Também é a orquestra-residente do De Montfort Hall, em Leicester, e do Corn Exchange, de Bedford, bem como do The Anvil, em Basingstoke.

## Principais maestros
- Otto Klemperer (1959-1973)
- Riccardo Muti (1973-1982)
- Giuseppe Sinopoli (1984-1994)
- Christoph von Dohnányi (1997-2008)
- Esa-Pekka Salonen (2008-present)